# Mercedes Estramil
Mercedes Estramil (Montevideo, 6 de febrero de 1965) es una escritora uruguaya.

## Biografía
Mercedes Estramil nació en Montevideo (Uruguay), estudió Letras en la Facultad de Humanidades  de la Universidad de la República.
En 1987 participó en la Antología de Poesía de la FEUU, y en 1992 fue seleccionada en un concurso de poesía joven. Comenzó a ser conocida por sus colaboraciones en la prensa: primero, en la sección Cine y Libros de "La Semana", suplemento de El Día, y, desde 1993, por sus notas y reseñas literarias en el suplemento "El Cultural" del diario El País.  
Ganó el primer premio de Poesía Joven de la Intendencia de Montevideo, por Ángel sólido (1994, inédito). 
Su primera obra publicada fue la novela Rojo (1996), historia de un juego de cartas entre amigos que se despliega en trágico desenlace. Fue Primer Premio de Narrativa Ediciones de la Banda Oriental/Fundación Lolita Rubial.
En 2009 publicó Hispania Help, ingeniosa y ágil novela, no exenta de melancolía, protagonizada por una uruguaya treintañera ansiosa de escapar a España. El relato contiene humor, desenfado y crítica hacia su país y el resto del mundo. En su siguiente novela, Irreversible (2010), el protagonista, Arturo Butor, evoca al autor de una famosa novela del nouveau roman, La modificación de Michel Butor, pero en este caso el recorrido se hace por tierras uruguayas. El egoísta viajante es montevideano, se mueve por la carretera (no por tren), y se topa con accidentes, animales, muertos varios y hasta con extraterrestres.
En 2014, publicó una selección de relatos bajo el título Caja Negra, entre los que destacan "Caribe Oriental", "Red Lounge, Patineta azul" y "El corazón de Rebeca Linares". 
En 2016 se publicaron sus crónicas mensuales en la revista BLa, 18 historias unificadas por el personaje central, Iris Play, una contestataria, irreverente y políticamente incorrecta protagonista. El libro, titulado Iris Play, tuvo una reedición en 2022, ligeramente aumentada con cuatro relatos más. 
La siguiente novela, Washed Tombs (2017), imprime un cambio de tono, más incisivo y negro. La protagonista realiza un viaje por distintos barrios montevideanos (desde el humilde Nuevo París al glamoroso Carrasco) y sobre todo, por los cementerios donde poetas muertos continuaban con sus obras. Llena de ironía y toques de humor ácido, la novela destaca la inventiva de Estramil para unificar una historia intensa y una aguda reflexión sobre el mundillo de la literatura. Washed Tombs obtuvo el Premio Bartolomé Hidalgo. 
En 2019 publicó Mordida, su novela más dura e impiadosa, subiendo la apuesta literaria con la presencia de distintas voces narrativas. Ambientada en una geografía de balneario y fronteriza, la novela sigue la trayectoria de Christian Moreno, personaje central con rasgos psicopáticos, enfrentado a mujeres que lo sufren pero atado, como ellas, a un destino siempre imprevisible. Obtuvo los premios Bartolomé Hidalgo y Primer Premio Narrativa Nacional (MEC). 

## Obra
- 1994, Ángel sólido (poemas, inédito). Primer Premio IMM.
- 1996, Rojo (novela. Montevideo, Ediciones de la Banda Oriental). Premio Fundación Lolita Rubial/EBO.
- 2009, Hispania Help (novela. Montevideo, HUM)
- 2010, Irreversible (novela. Montevideo, HUM)
- 2014, Caja negra (cuentos. Montevideo, HUM)
- 2016, Iris Play.[2] (relatos. Montevideo, HUM)
- 2017, Washed Tombs (novela. Montevideo, HUM). Premio Bartolomé Hidalgo.
- 2019, Mordida (novela. Montevideo, HUM). Premio Bartolomé Hidalgo y Primer Premio Narrativa MEC.